# Dème de Kavála
Le dème de Kavála (grec moderne : Δήμος Καβάλας, Dhímos Kaválas) est un dème de la périphérie de Macédoine-Orientale-et-Thrace en Grèce. La circonscription actuelle est issue de la fusion, dans le cadre du programme Kallikratis (2010), entre les anciens dèmes de Kavála et de Philippes, devenus des districts municipaux.
Le siège est la localité de Kavála.
Selon le recensement de 2021, le dème compte 66 376 habitants.

## Subdivisions

### District municipal de Kavála

District municipal de Kavala

Il comptait 56371 habitants en 2011. Il comprend deux « communautés municipales » et une « communauté locale ».

### District municipal de Philippes

District municipal de Philippes

Il tient son nom de la cité antique de Philippes, situé sur son territoire.
Il comptait 11711 habitants en 2011. Le siège de l'ancien dème était la localité de Krinidès (Κρηνίδες, Krinídes), appelé Rachtsa avant 1926 et rebaptisé à cette date en référence à Crénidès.
Il comprend deux « communautés municipales » et neuf « communautés locales ».